# 高雄警備府
高雄警備府（たかお けいびふ）は、現在の台湾高雄市に所在した大日本帝国海軍の警備府。この項では前身の澎湖県馬公市に所在した馬公要港部、馬公警備府を含めて記述する。

## 沿革
1895年（明治28年）4月17日、日清戦争に勝利した日本は、下関条約に基づき台湾を領有。
1901年（明治34年）7月、台湾本土と中国大陸の間にある澎湖諸島の馬公に要港部を開設。1941年（昭和16年）11月20日、目前に迫った日米開戦に備え警備府に昇格した。
1943年（昭和18年）4月、警備府は高雄に移転し、高雄警備府を設置、旧馬公警備府を馬公特別根拠地隊に改編した。
終戦に伴い、1946年（昭和21年）4月30日付で廃止された。日本と入れ替わりに台湾に進駐してきた中華民国海軍が、現在に至るまで海軍左営基地として使用している。

## 年譜
- 1901年7月3日 馬公要港部設置
- 1906年11月22日 水雷敷設隊廃止
- 1922年4月1日 軍法会議設置
- 1941年11月20日 馬公警備府に昇格
- 1943年4月1日 高雄警備府を設置し、旧馬公警備府を馬公特別根拠地隊に改編。
- 1944年2月1日 人事部、海兵団設置
  - 4月1日 第6燃料廠設置
  - 12月1日 第二高雄海軍航空隊配属
- 1945年2月5日 虎尾海軍航空隊配置
  - 2月15日 第二高雄海軍航空隊解隊
  - 5月1日 特別根拠地隊設置
  - 6月15日 第29航空戦隊設置、二代台南海軍航空隊配属
- 1946年4月30日 高雄警備府廃止

## 組織

### 要港部
- 幕僚
- 港務部
- 軍需部
- 工作部
- 経理部
- 病院
- 防備隊
- 通信隊
- 軍法会議 1922年4月1日設置
- 監獄
- 水雷敷設隊 1906年11月22日廃止
- 艦船
- 修理工場

### 馬公警備府
- 幕僚
- 港務部
- 軍需部
- 工作部
- 経理部
- 施設部
- 病院
- 特別根拠地隊
- 艦船

### 高雄警備府
- 幕僚
- 港務部
- 人事部 1944年2月1日設置
- 軍需部
- 工作部
- 経理部
- 施設部 1943年4月1日設置
- 病院
- 海兵団 1944年2月1日設置
- 特別根拠地隊 1945年5月1日設置
- 第29航空戦隊 1945年6月15日設置
- 航空隊
  - 第二高雄海軍航空隊 1944年12月1日配属、1945年2月15日解隊
  - 虎尾海軍航空隊 1945年2月5日配属
  - 二代台南海軍航空隊 1945年6月15日配属
- 艦船
- 第6燃料廠 1944年4月1日設置

## 歴代司令長官

### 馬公要港部司令官
- 上村正之丞 少将：1901年7月4日 -
- 尾本知道 少将：1903年9月23日 -
- 植村永孚 少将：1905年6月13日 -
- 橋元正明 中将：1905年12月20日 -
- 梨羽時起 少将：1906年11月22日 -
- 鹿野勇之進 中将：1907年3月12日 - 1909年12月1日
- 玉利親賢 中将：1909年12月1日 - 1910年12月1日
- 伊地知彦次郎 中将：1910年12月1日 - 1911年12月1日
- 小泉鑅太郎 少将：1911年12月1日 - 1913年4月14日
- 西紳六郎 少将：1913年4月14日 - 1913年12月1日
- 釜屋忠道 少将：1913年12月1日 -
- 江口麟六 少将：1914年12月17日 - 1915年12月13日
- 黒井悌次郎 中将：1915年12月13日 - 1916年12月1日
- 松村龍雄 中将：1916年12月1日 -
- 千坂智次郎 中将：1917年12月12日 -
- 山路一善 少将：1918年6月13日 -
- 中川繁丑 少将：1919年12月1日 -
- 谷口尚真 少将：1920年12月1日 -
- 吉田清風 中将：1921年8月1日 - 1921年12月26日
- 飯田久恒 中将：1921年12月26日 -
- 山内四郎 少将：1923年6月1日 -
- 田尻唯二 少将：1923年11月6日 -
- 藤原英三郎 中将：1924年12月20日 -
- 飯田延太郎 少将：1925年8月1日 -
- 七田今朝一 少将：1927年12月1日 -
- 濱野英次郎 少将：1928年12月10日 -
- 湯地秀生 少将：1930年12月1日 -
- 後藤章 少将：1932年1月11日 -
- 山内豊中 少将：1932年6月18日 -
- 新山良幸 少将：1933年11月15日 -
- 大野寛 少将：1934年11月15日 -
- 和田専三 少将：1935年11月15日 -
- 水戸春造 少将：1937年12月1日 -
- 原五郎 中将：1938年11月15日 -
- 高橋伊望 中将：1939年11月15日 -
- 山本弘毅 中将：1941年2月27日 - 11月20日

### 馬公警備府司令長官
- 山本弘毅 中将：1941年11月20日 -
- 高木武雄 中将：1942年11月20日 - 1943年4月1日

### 高雄警備府司令長官
- 高木武雄 中将：1943年4月1日 -
- 山縣正郷 中将：1943年6月10日 -
- 福田良三 中将：1943年11月30日 -
- 志摩清英 中将：1945年5月10日 -